# Vasaces
Vasaces — рід жуків родини вузьконадкрилок (Oedemeridae). Включає 4 види.

## Поширення
Представники роду поширені в Північній Америці.

## Види
- Vasaces elongatus Arnett, 1953
- Vasaces knulli Arnett, 1953
- Vasaces linearis Arnett, 1953
- Vasaces maculatus Arnett, 1953